# محمد جعفر الصدر
محمد جعفر الصدر (7 سبتمبر 1970 - ) هو سياسي عراقي ونجل مؤسس حزب الدعوة الإسلامية العراقي والفيلسوف محمد باقر الصدر
 عضو مجلس النواب العراقي للدورة 2010 وتم تعيين جعفر محمد باقر الصدر، بمنصب سفير في وزارة الخارجية العراقية، وفق ما أعلن البرلمان ببيان رسمي سفيرا لجمهورية العراق في المملكة المتحدة، لندن